# Massimo Ceccherini

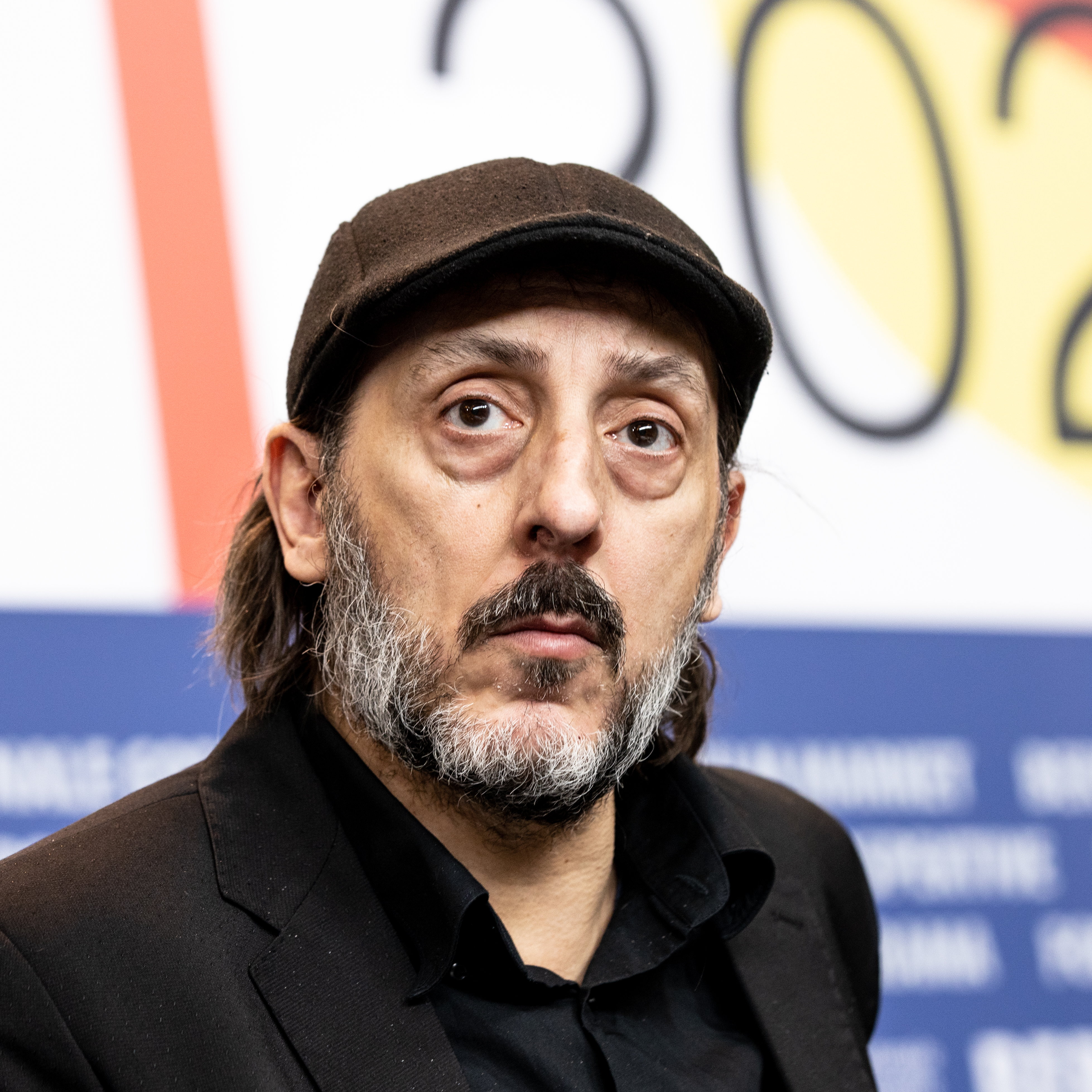
Massimo Ceccherini (2020)

Massimo Ceccherini (* 23. Mai 1965 in Scandicci) ist ein italienischer Schauspieler und Filmregisseur.

## Leben
Ceccherini begann als Schauspieler im Kabarett (als Partner von Alessandro Paci) und konnte sich auch aufgrund seiner ungewöhnlichen Erscheinung (sehr hager, hervortretende Augen, fahrig wirkend und mit florentiner Akzent) schnell auf der Bühne etablieren, ab 1990 auch als Kinodarsteller in Filmen von Alessandro Benvenuti und vor allem seines Freundes Leonardo Pieraccioni, der ihn immer in seinen Werken besetzt. Auch dort konnte er seine besonderen Züge wirkungsvoll einsetzen. Ende des Jahrtausends drehte er seinen Debütfilm als Regisseur, in dem er – wie auch in beiden folgenden – auch die Hauptrolle übernahm.
2006 nahm er an der italienischen Ausgabe der Reality-Show Survivor, L'isola dei famosi, teil.

## Filmografie (Auswahl)
- 1996: Amore Amore (Il ciclone)
- 1999: Lucignolo (auch Regie und Drehbuch)
- 2003: La mia vita a stelle e strisce (auch Regie und Drehbuch)
- 2007: Una moglie bellissima
- 2015: Das Märchen der Märchen (Tale of Tales)
- 2019: Pinocchio
- 2023: Io capitano (nur Drehbuch)